# Słupica (gromada)
Słupica – dawna gromada, czyli najmniejsza jednostka podziału terytorialnego Polskiej Rzeczypospolitej Ludowej w latach 1954–1972.
Gromady, z gromadzkimi radami narodowymi (GRN) jako organami władzy najniższego stopnia na wsi, funkcjonowały od reformy reorganizującej administrację wiejską przeprowadzonej jesienią 1954 do momentu ich zniesienia z dniem 1 stycznia 1973, tym samym wypierając organizację gminną w latach 1954–1972.
Gromadę Słupica siedzibą GRN w Słupicy utworzono – jako jedną z 8759 gromad na obszarze Polski – w powiecie radomskim w woj. kieleckim, na mocy uchwały nr 13i/54 WRN w Kielcach z dnia 29 września 1954. W skład jednostki weszły obszary dotychczasowych gromad Słupica, Cudnów i Maryno ze zniesionej gminy Gzowice w tymże powiecie. Dla gromady ustalono 13 członków gromadzkiej rady narodowej.
31 grudnia 1961 do gromady Słupica przyłączono wieś i kolonię Gzowice ze zniesionej gromady Gzowice.
Gromadę zniesiono 1 stycznia 1969, a jej obszar włączono do gromad Klwatka (wsie Gzowice i Gzowice Kolonia) i Czarna (wsie Słupica, Cudnów i Maryno).